# Arte de la lengua mexicana y castellana
Arte de la lengua mexicana y castellana è un dizionario di lingua nahuatl scritto in spagnolo da Alonso de Molina. Fu stampato da Pedro Ocharte epubblicato in Messico nel 1571, lo stesso anno della sua altra monumentale opera, Vocabulario en lengua castellana y mexicana.
La grammatica è rudimentale, ma contiene alcuni spunti interessanti, specialmente sulla pronuncia e sull'ortografia.
L'opera fu ripubblicata in un'edizione facsimile nel 1945.